# プレスコット郡区 (アイオワ州アダムズ郡)
プレスコット郡区は、アメリカ合衆国、アイオワ州、アダムズ郡にある12の郡区の一つである。2000年の国勢調査で、人口は433人だった。プレスコット郡区は、以前はクイーン・シティ(Queen City)郡区という名前で、クインシー(Quincy)郡区の部分も含まれ、1873年に形成された。

## 地理
プレスコット郡区は、92.9平方キロメートル（35.58平方マイル)で、Prescottが含まれている。
アメリカ地質調査所によると、この郡区はEvergreenとIcarianとMount PleasantとOld Evergreenの4つの霊園が含まれている。